# Ludwig Schmitz (Richter)
Ludwig Schmitz (* 26. März 1845 in Heinsberg; † 26. Mai 1917 in Aachen) war ein deutscher Landgerichtspräsident und Politiker.

## Leben und Wirken
Der Sohn des Kaufmanns und Gutsbesitzers Reiner Schmitz († 1860) und der Franziska Cobillon absolvierte nach seiner Schulzeit ein Studium der Rechtswissenschaften. Während seines Studiums wurde er 1865 Mitglied der AV Austria Innsbruck im CV. Zwischenzeitlich diente er als Freiwilliger in der Landwehr des 25. kombinierten Infanterie-Regiments, dem späteren 5. Rheinischen Infanterie-Regiment Nr. 65, und machte den Feldzug 1870/71 in Frankreich mit. Schmitz erwarb hierbei das EK II und wurde später als Hauptmann der Reserve entlassen. Über diese Zeit verfasste er das Buch: Aus dem Feldzuge 1870/71 – Tagebuchblätter eines 65ers, welches zwischen 1902 und 1912 in drei Auflagen erschienen ist.
Schmitz begann 1874 seine juristische Beamtenlaufbahn als Gerichtsassistent und wurde ein Jahr später als Friedensrichter nach St. Vith versetzt. 1879 wechselte er als Amtsrichter zum Amtsgericht Erkelenz und wurde hier 1888 zum Amtsgerichtsrat befördert. Im Jahr 1894 übernahm er das Amt des Landgerichtsdirektors am Landgericht Düsseldorf und zugleich den Vorsitz des Schiedsgerichts der Invaliditäts- und Alterversicherungsanstalt sowie verschiedener Berufsgenossenschaften. 1903 wurde Schmitz nach Landsberg an der Warthe versetzt, wo er zum Landgerichtspräsidenten ernannt wurde, konnte aber bereits drei Jahre später in gleicher Position zum Landgericht Aachen wechseln, wo er 1910 zum Geheimen Oberjustizrat ernannt wurde. Noch 1903 war es Personalpolitik, katholische und etwa dem Zentrum verbundene Richter nur in den evangelischen Regionen Preußens zu befördern. Schmitz bekleidete das Amt des Landgerichtspräsidenten bis zu seinem Tode im Jahr 1917.
Neben seiner beruflichen Laufbahn betätigte sich Schmitz als Politiker für die Zentrumspartei und saß für diese von 1893 bis 1894 und von 1899 bis 1903 im preußischen Abgeordnetenhaus. Darüber hinaus trat er in Aachen dem Aachener Geschichtsverein bei und leitete diesen von 1907 bis 1910. Mit einer seiner ersten Amtshandlungen führte er am 10. Dezember des Jahres 1907 diesen mit dem 1885 daraus hervorgegangenen „Verein für Kunde der Aachener Vorzeit“ wieder zusammen und übernahm die meisten der jeweils vorhandenen Vorstandsmitglieder in den neu aufgestellten Gesamtverein. Außerdem war Schmitz Präsident im  Karlsverein zur Restauration des Aachener Münsters und Mitglied im Club Aachener Casino.
Für seine Verdienste wurde Schmitz 1902 mit dem Roten Adlerorden der 4. Klasse, 1907 mit dem Königlichen Kronenorden der 3. Klasse und 1911 mit dem Roten Adlerorden der 3. Klasse ausgezeichnet.

## Schriften (Auswahl)
- Aus dem Feldzuge 1870/71 – Tagebuchblätter eines 65ers
  - 1. Auflage; 2 Karten, 3 Textskizzen 287 Seiten; Verlag Mittler, Berlin 1902
  - 2. Auflage; 1 Tafel, 1 Karte, 3 Skizzen, 325 Seiten; Verlag Mittler, Berlin 1907
  - 3. Auflage; 1 Titelbild, 2 Karten, 3 Skizzen, 354 Seiten; Verlag Mittler, Berlin 1912